# Chris Barnard
‎Chris Barnard, valižanski nogometaš, * 1. avgust 1947, Cardiff, † 13. januar 2025.
V svoji profesionalni karieri je igral za klube: Southend United, Ipswich Town, Torquay United in Charlton Athletic.